# Uniligne
Un uniligne (one liner pour les anglophones) est généralement un programme informatique jetable, mais peu banal, écrit pour une tâche ponctuelle en un langage de script tel que Perl ou Ruby, et tenant sur une seule ligne. Des langages qui imposent plusieurs phases avant l'exécution, la déclaration explicite de variables, de fonctions ou de classes, ne se prêtent pas aux unilignes. Les unilignes bénéficient des qualités DWIM (Do What I Mean) et DRY (Don't Repeat Yourself) propres à certains langages.
Parce qu'un uniligne est rarement destiné à être réutilisé, les considérations de lisibilité par un tiers sont secondaires. Certains unilignes sont des assombrissements délibérés. En revanche, ils peuvent être pédagogiques en démontrant de manière concise certains idiotismes du langage. Il faut néanmoins savoir que certains idiotismes deviennent
inapplicables ou dangereux dans le cadre de programmes avec beaucoup de lignes de code.

## Historique
Le mot est apparu pour la première fois dans le livre de Alfred V. Aho, Peter J. Weinberger et Brian W. Kernighan, The AWK Programming Language. Ce livre a pour sujet le langage Awk, utilisé dans le système d'exploitation Unix. Les auteurs expliquent comment leur travail quotidien sur Unix fut à l'origine de ce paradigme : « La version de 1977 d'[Unix] possédait très peu de variables internes et de fonctions prédéfinies. Elle est conçue pour écrire des programmes courts […] Notre modèle était qu'un appel de fonction serait long d'une ou deux lignes, exécutées sitôt tapées. […] Nous, en tant qu'auteurs, « savions » comment le langage était censé être utilisé, et c'est pour cela que nous n'écrivions que des unilignes. »

## Exemples

### En AWK
Le livre The AWK Programming Language contient plus de vingt exemples à la fin du premier chapitre.
Voici les premiers :
1. Afficher le nombre total de lignes lues en entrée :
```
END { print NR }
```

2. Afficher la dixième ligne d'un fichier :
```
NR == 10
```

3. Afficher le dernier champ de chaque ligne :
```
{ print $NF }
```

### EnPerl
Inverser tous les octets d'un fichier :
```
perl
 
-
0777
e
 
'print scalar reverse <>'
 
nomFichier

```

Les unilignes sont également utilisés pour démontrer l'expressivité de certains langages de programmation. Ils servent souvent à démontrer le talent du programmeur, et de nombreux concours sont organisés pour savoir qui fera le plus exceptionnel.

### EnC
Voici un exemple en C, lauréat du concours IOCCC.
```
main
(
int
 
c
,
char
**
v
){
return
!
m
(
v
[
1
],
v
[
2
]);}
m
(
char
*
s
,
char
*
t
){
return
*
t
-42
?*
s
?
63
==*
t
|*
s
==*
t
&&
m
(
s
+
1
,
t
+
1
)
:!*
t
:
m
(
s
,
t
+
1
)
||*
s
&&
m
(
s
+
1
,
t
);}

```

Ce programme permet de vérifier si une chaîne de caractères correspond à un motif, avec les conventions Unix : * pour une suite de caractères quelconques de longueur quelconque, ? pour un seul caractère… Le code de retour est 0 pour vrai et 1 sinon. À noter que la correspondance motif se fait sur toute la chaîne, et non sur un sous-ensemble de celle-ci.
Exemples d'exécution :
```
$ prog foo 'f??'; echo $?                          → renvoie 0 (correspondance)
$ prog 'chaine quelconque' '??ai*e**n?*'; echo $?  → renvoie 0 (correspondance)
$ prog 'chaine quelconque' 'ch*o?'; echo $?        → renvoie 1 (non-correspondance)
```

### EnHaskell
Il y a deux déclarations import ce qui porte en réalité le nombre de lignes du programme à trois. Cet uniligne trie les lignes qu'il prend en entrée selon l'ordre lexicographique du code ASCII.
```
import IO
import List
main = (mapM_ putStrLn . sort . lines) =<< getContents
```

### EnJava
Hello world en Java :
```
public
 
class
 
OneLine
 
{
 
public
 
static
 
void
 
main
(
String
[]
 
args
)
 
{
 
System
.
out
.
println
(
"Hello World!"
);
 
}
 
}

```

### EnTcl-Tk
Calcul de la factorielle :
```
proc
 
!
 
x
 
{expr
 
{
$x
<
2
?
 
1
:
 
$x
*
[
!
 
[
incr
 
x
 
-
1
]]}}

```